# Giovanni Lagna
Giovanni Lagna (Parella, 9 maggio 1902 – Fronte greco, 16 febbraio 1941) è stato un militare italiano, decorato di Medaglia d'oro al valor militare alla memoria durante il corso della seconda guerra mondiale.

## Biografia
Nacque a Parella il 9 maggio 1902, figlio di Pietro e Giovanna Marca, ed aderì giovanissimo al Partito Nazionale Fascista sposando poi  Attilia Cavagnino originaria di Calosso d’Asti.
Pur essendo esonerato dal servizio militare in quanto lavorava come operaio presso la società Soie de Châtillon di Ivrea, produttrice di materiali bellici, partì volontario per combattere in Grecia.
Capo squadra del XII Battaglione d’assalto "M", appartenente alla Camicie Nere da montagna, morì il 16 febbraio 1941 sul fronte greco, colpito in pieno da una bomba che gli amputò entrambe le gambe. Per il coraggio dimostrato in questo frangente venne insignito della Medaglia d'oro al valor militare alla memoria. Il comune di Parella gli dedicò un cippo accanto al monumento ai caduti, e intestò al suo nome una via.